# Kinsau
Kinsau là một đô thị thuộc huyện Landsberg trong bang Bayern của nước Đức.